# Slavomir Miletić
Slavomir Miletić (Servisch: Славомир Милетић) (Bošnjane (Servië), 1930 - 2022) is een beeldhouwer van Servische afkomst.
Miletić won in 1959 op de academie van beeldende kunsten in Belgrado een reisbeurs naar Parijs. In zijn land gold Slavomir Miletić als een natuurtalent en begaafd kunstenaar. Zijn (soms grote) werken kenmerken zich door een grove stijl en wekten zo nu en dan ook controverses op.
In Parijs werd Miletić drie jaar aan de Académie des Beaux-Arts de l'Institut de France verder opgeleid. Hij kreeg er verschillende exposities en trouwde er met het Nederlandse meisje Elisabeth Toutenhoofd, dat aan de Sorbonne Servische talen studeerde. Nadat hij in Parijs financieel aan de grond raakte vestigde hij zich begin jaren 60 in Nederland.
Zijn beeldhouwwerken werden ook in Nederland niet verkocht, ook niet na een door de media bejubelde expositie in de Haagse "Galerie Loujetsky" en een tentoonstelling in het Amsterdamse "De Drie Hendricken". De vreemdelingenpolitie wilde hem als kunstenaar zonder geld het land uitzetten. Daarom ging de toen 32-jarige kunstenaar werken bij de Honig-fabriek in Koog aan de Zaan.
Directeur Paul Honig las in een Zaandams blad een artikel over het failliete leven van de kunstenaar en gaf hem zijn eerste opdracht in Nederland. Een maand later stond ter meerdere eer en glorie van de arbeidersbevolking een forse, betonnen mannenfiguur voor Honigs nieuwe gebouw: een arbeider die een zware last voortzeult.

## De Houtwerker
Het kunstwerk voor Honig werd zo positief ontvangen, dat Het Zaanse gemeentebestuur hem de opdracht gaf voor 15.000 gulden een beeld te maken voor de nieuwe Beatrixbrug. Terwijl Miletić nog in een ijskoude loods bezig was aan het voorbereidende kleimodel (dat vervolgens tijdens de presentatie op dramatische wijze ineenzakt door dooi) komt er een afwijzing van gemeentearchitect Bakker. Deze laat de afwijzing onderschrijven door een toen anonieme kunstcommissie, waarvan later bleek dat de deskundigen (Pierre Janssen en zijn vriend K. Schuurman) het beeld niet hadden gezien. Ook een nieuwe commissie keurt het beeld af op "esthetische en technische gronden". Miletic blijft, gesteund door de lokale bevolking, doorwerken aan zijn model. De gemeente besluit daarop zijn werkplaats (een loods bij een oude gasfabriek) te ontruimen, waarna een strijd volgt tussen voor- en tegenstanders. Daarbij wordt er ook een contra-expertise gedaan, waarbij beeldhouwer Jacques Jutta het beeld beoordeelt als "technisch knap" en TNO stelt geen technische gebreken te hebben geconstateerd. De ambassadeur van Joegoslavië doet een bemiddelingspoging en ook de Franse filosoof Jean Paul Sartre komt op voor Miletić. De gemeente houdt voet bij stuk en het beeld komt er niet.

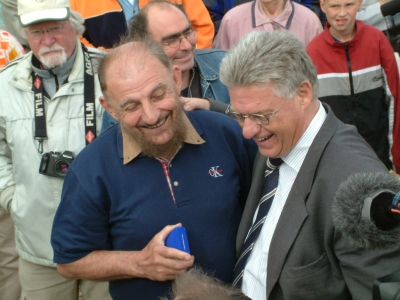
Miletic (links) en burgemeester Vreeman van Zaandam bij de heronthulling van De Houtwerker in 2004

Met de mallen die bedoeld waren later het beeld in brons te gieten maakt Miletić een betonnen exemplaar van De Houtwerker. Deze wordt geplaatst in Amsterdam langs de weg naar Zaandam. Later verhuist de Houtwerker naar het Haarlemmerplein om ten slotte op het Waterlooplein te belanden nadat marktlieden het beeld in 1971 kopen voor een "een miljoen en een kwartje", waarvan alleen het kwartje werd betaald.
In 1986 probeert de 100-jarige krant De Zaanlander alsnog een bronzen exemplaar van het beeld in Zaandam te krijgen, maar de gemeente wil geen plaats ter beschikking stellen en het benodigde geld komt ook niet bijeen. In 1994 wordt het betonnen beeld naar Zaandam gehaald door een raadslid en transportondernemer waardoor het weer gaat leven onder de bevolking. In 2002 komt dit betonnen beeld tijdelijk bij het Zaans Museum, waarna in 2004 eindelijk een bronzen exemplaar door ex-burgemeester Vreeman in aanwezigheid van Miletić wordt onthuld aan de Houthavenkade in Zaandam. Het betonnen exemplaar staat momenteel nog bij het Kunstencentrum in Zaandam.

## De Vredesraket
In 1981 plaatste Miletić aan de vooravond van een massale demonstratie tegen kruisraketten in Nederland een beeld op het Museumplein. Het metershoge beeld had de vorm van een raket overvloeiend in omhelzende mensen. Het moest wijken voor de renovatie van het Museumplein in 1995.

## Bekende werken
- De Houtwerker (1963, locaties: Zaandam - Amsterdam (1971) - Zaandam (2004))
- De Vredesraket (1981, locatie: Museumplein te Amsterdam)
- Pourquoi (1964, locatie: Koog aan de Zaan; gazon hoek Verzetstraat en Breestraat)
- De Houtbewerker (1971, locatie: Timmerfabriek Kuin aan de Witte Paal 1 te Schagen)
- De Stedenmaagd (1977, locatie: Kleine Gartmanplantsoen te Amsterdam)